# Ретт Батлер
Ретт Батлер (англ. Rhett Butler) — персонаж и один из главных героев романа Маргарет Митчелл «Унесённые ветром».

## Роль
Ретт Батлер появляется в самом начале романа на плантации Джона Уилкса «Двенадцать дубов». Он представлен как «гость из Чарльстона, белая ворона, исключённая из военной академии и не принятая ни одной уважаемой семьёй во всём Чарльстоне и, возможно, во всей Южной Каролине». После того, как его семья (в основном из-за отца) отреклась от него, Ретт стал профессиональным игроком. Он участвовал в Калифорнийской золотой лихорадке, где в поножовщине заработал шрам на животе. Он является опекуном маленького мальчика, учащегося в школе-интернате в Новом Орлеане.
Его внимание на барбекю привлекает южная красавица Скарлетт О’Хара, чьё объяснение в любви он случайно подслушал в библиотеке. В период войны Севера и Юга Ретт Батлер занимается контрабандой, прорывает морскую блокаду Конфедерации, чем заслуживает восхищение общества. Он добивается внимания овдовевшей к тому моменту Скарлетт, которая продолжает вздыхать по Эшли Уилксу. С его недавно родившей супругой Мелани, своим сыном Уэйдом Хэмптоном и служанкой Присси молодая женщина пытается выбраться из осаждённой Атланты, прося Батлера помочь. По пути в Тару в порыве идеализма Ретт присоединяется к терпящим поражение солдатам Конфедерации. В отличие от Эшли Уилкса, проигрыш Юга не оказывает на Ретта духовно парализующего воздействия.
Много месяцев спустя, после окончания Гражданской войны в Атланту возвращается Скарлетт, чтобы просить разбогатевшего на контрабанде Ретта Батлер одолжить 300 долларов для оплаты налога на землю родной плантации Тары. Находящийся в тюрьме Батлер признаётся, что не может вывести свои капиталы из Ливерпуля, чтобы янки не обобрали его.
После освобождения из тюрьмы Ретт Батлер спешит на помощь Скарлет, но находит её в лавке Фрэнка Кеннеди, за которого женщина вышла замуж ради наживы, уведя жениха у родной сестры Сьюлин. Во время беременности Скарлетт он постоянно оберегает её, не давая ей разъезжать по опасному городу одной.
Оставаясь любителем кабацких развлечений Ретт однажды узнаёт за карточной игрой с янки о предстоящей облаве на Ку-клукс-клан, в котором состоят родственники Скарлетт. Мужчина торопится предупредить участников очередной вылазки, но появляется во время боя. Скарлетт становится вдовой вторично.
После похорон Ретт делает ей свадебное предложение, и чета наслаждается богатой жизнью. Однако юношеская влюблённость Скарлетт в Эшли Уилкса не прошла и вызывает ревность супруга. Батлер ладит с детьми Скарлетт и души не чает в новорожденной дочери Бонни-Блу. Ради её будущего Ретт решает наладить отношения с осуждавшим Батлеров обществом. Отношения в семье разлаживаются, Батлер на время оставляет Атланту. После его возвращения разгорается новая ссора, и Скарлетт теряет ребёнка. После трагической гибели Бонни-Блу супруги окончательно отдаляются друг от друга.

Новая утрата вскорости определяет печальный конец. Слабая здоровьем Мелани умирает, завещая Скарлетт присматривать за Эшли и сыном Бо, а также быть добрее к Ретту, который её любит. Скарлетт осознаёт, что никогда не любила Эшли по-настоящему и стремится высказать мужу открывшееся нежное чувство. Однако тот признаёт тщетность своих прошлых попыток вызвать любовь, которая угасла в нём самом после гибели их общей дочери. Уходя Ретт Батлер на вопрошание жены, что ей теперь делать, отвечает:
Честно говоря, моя дорогая, мне наплевать.

## Поиски исполнителя роли Ретта
Кларк Гейбл был почти сразу признан публикой и продюсером Дэвидом Селзником идеальным кандидатом на роль Ретта Батлера для фильма «Унесённые ветром» 1939 года. Но, поскольку у Сэлзника не было актёров с долгосрочными контрактами, ему пришлось вести переговоры о займе актёра с другой студией. Первоначально роль сулили Гэри Куперу, который по контракту United Artists обязан был сняться в 8 картинах Селзника. Однако руководитель продюсерской компании Самуэль Голдвин отказался вести переговоры.

Продюсерская компания Warner Bros. в обмен на распределение прав экранизации предлагала на главные роли Бетт Дейвис, Эррола Флинна и Оливию Де Хевилленд. Гэри Купер отказался от роли Ретта Батлера, заявив:
«„Унесённые ветром“ станут величайшим провалом в истории Голливуда. Я рад, что в лужу сядет Кларк Гейбл, а не Гэри Купер».
Впоследствии Селзник нашёл способ занять Кларка Гейбла у Metro-Goldwyn-Mayer. Тесть Селзника, начальник MGM Луис Барт Майер, в мае 1938 года предложил оплатить половину бюджета фильма при условии: 50 % прибыли отходит к MGM, распространение фильма будет осуществляться родительской компанией MGM, Loew’s Inc., и эта компания получает 15 % сборов с фильма. В августе Селзник принял эти условия и получил Гейбла на главную роль. Но эта договорённость означала задержку до тех пор, пока Selznick International не закроет контракт на восемь картин с United Artists. Гейбл неохотно согласился на роль Ретта Батлера, боясь разочаровать аудиторию, у которой уже сложилось понимание об образе книжного героя.

## Адаптации и сиквелы
- 1939 — «Унесённые ветром» — Кларк Гейбл.
- 1994 — мини-сериал «Скарлетт» по одноимённому роману Александры Риппли — Тимоти Далтон.
- В музыкальной постановке Такарадзука Ревью Ретта играли несколько лучших звёзд группы, включая Юки Амами (в настоящий момент — киноактриса), Юу Тодороки (в настоящее время — одна из директоров группы) и Йока Вао (бывшая главная исполнительница мужских ролей в труппе Космос (Soragumi / Cosmos troupe), покинула группу в июле 2006).
- В мюзикле «Унесённые ветром» Маргарет Мартин роль Ретта Батлера исполнил Дариус Данеш.
- «И забрал их ветер» Элис Рэндол — либо параллельная история, либо, по решению суда, пародия. События в ней излагаются от лица рабов.
- Роман Дональда Маккейга «Люди Ретта Батлера» изложен от лица Ретта Батлера.
- Во французском мюзикле «Унесённые ветром» Жерара Пресгурвика роль Ретта Батлера исполнил Венсан Никло.

## Семейство Батлеров
Батлеры состояли в числе знатных семейств Чарльстона. Они принимали существенное участие в основании города (в то время, как многие другие семьи, такие как Ансоны, Паркеры, Беннеты, Мэйбэнки и Лукасы возникли в колониальной истории несколько позже). Ретты и Баттлеры по-прежнему заметны на сегодняшний день.
В вымышленной семье Батлеров старший ребёнок — Ретт. В «Унесённых ветром» названо только имя его младшей сестры Розмари; его брат и невестка кратко упоминаются без имен. В сиквеле «Скарлетт» родителей Батлера зовут Стивен и Элеанор, младшего брата — Росс. В этой книге Ретт женится на Энн Хэмптон после развода со Скарлетт и воссоединяется с ней только после смерти Энн. Вторую дочь Ретта и Скарлетт зовут Кэти.
В приквеле и сиквеле «Люди Ретта Батлера» его родителей зовут Лангстон и Элизабет, брата — Джулиан. В этом романе важную роль играет сын Белль Уотлинг; в конце он оказывается сыном другого мужчины, хотя сам считал себя сыном Ретта.